# Cory Gathercole
Cory James Gathercole (ur. 2 grudnia 1986 w Irymple) – australijski żużlowiec.

## Życiorys
10 lipca 2009 r. Główna Komisja Sportu Żużlowego zatwierdziła jego starty w polskiej lidze, w której zadebiutował 12 lipca 2009 r. w 11 kolejce II Ligi, w barwach Speedway - Polonii Piła w meczu przeciwko Speedway Miszkolc zdobywając 12+1pkt. (3,2,1*,3,3)
17 grudnia 2009 zawodnik przedłużył kontrakt z pilską Polonią o kolejny rok. Jednak, jak się okazało, zawodnik ten nie wystąpił w żadnym spotkaniu sezonu 2010. Klub częściej stawiał na innego zawodnika zagranicznego - Simona Steada. Dodatkowo pilska Polonia borykała się z wielkimi problemami finansowymi i z tego względu nie mogła skorzystać z usług obu zawodników równocześnie.  W związku z powyższym Cory Gathercole na sezon 2011 postanowił związać się kontraktem z drużyną ŻKS Ostrovia.

## Przynależność klubowa
Wielka Brytania
- Isle of Wight Islanders (2007–2008)
- Swindon Robins (2008–2011)
- Somerset Rebel (2009–2011)
- Plymouth Devils (2012)

Polska
- KS Speedway – Polonia Piła (2009)
- ŻKS Ostrovia (2011)